# Walter Hiers
Walter Hiers est un acteur américain du cinéma muet né le 18 juillet 1893 à Cordele, en Géorgie, et mort dans la même ville le 27 février 1933.

## Filmographie partielle
- 1917 : Over There de James Kirkwood
- 1918 : Lune de miel imprévue (The Accidental Honeymoon) de Léonce Perret
- 1918 : Entre l'amour et l'amitié (Brown of Harvard ) de Harry Beaumont
- 1919 : Les Caprices de la fortune (Bill Henry) de Jerome Storm
- 1919 : When Doctors Disagree de Victor Schertzinger
- 1919 : It Pays to Advertise de Donald Crisp
- 1920 : So Long Letty de Al Christie
- 1920 : Oh, Lady, Lady de Maurice S. Campbell
- 1920 : L'Eau qui dort (The Turning Point) de J.A. Barry
- 1921 : The Speed Girl de Maurice S. Campbell
- 1921 : Villégiature gratuite (Two weeks with Pay) de Maurice S. Campbell
- 1922 : La Cage dorée (Her Gilded Cage) de Sam Wood
- 1922 : La Fin des fantômes (The Ghost Breaker) de Alfred E. Green
- 1924 : Une femme d'affaires (Along Came Ruth) de Edward Cline
- 1925 : Le Train de 6 heures 39 (Excuse Me) de Alfred J. Goulding
- 1927 : The First Night de Richard Thorpe
- 1927 : The Wrong Mr. Wright de Scott Sidney
- 1927 : Husband Hunters de John G. Adolfi
- 1927 : Méfiez-vous des veuves (Beware of Widows) de Wesley Ruggles
- 1928 : A Woman Against the World
- 1932 : 70,000 Witnesses de Ralph Murphy